# 横浜英学所
横浜英学所（よこはまえいがくしょ）は、幕末の横浜居留地に存在した英語・英学の教育機関で、ジェームス・カーティス・ヘボンが中心となって組織され、多数の人材を輩出したことで知られる。単に英学所、英学校として言及されることもあるが、ヘボン自身は日記でヨコハマ・アカデミー (Yokohama Acacdemy) と称していた。運上所内英学所とも、運上所英学院ともいう

## 沿革
1859年（安政6年）に横浜港が開港し、神奈川運上所が開設されると、外国語、特に英語に通じた役人を育成することが、幕府にとって急務となった。1860年（万延元年）には、幕府老中の安藤信正、脇坂安宅と、米国公使タウンゼント・ハリスが会見し、ハリスは日本人青年への英語の伝習に積極的な姿勢を見せるとともに、ヘボンと、サミュエル・ロビンス・ブラウンを、指導にあたる予定の者として推した。
1862年（文久2年）に至り、運上所前の外国方調役の役宅跡の官舎を利用して英学所が設けられたが、その場所は後の横浜地方裁判所の辺りに相当する。開設当初は、ヘボンは授業を担当することはなく、ブラウンのほか、石橋助十郎（政方）、太田源三郎らが教鞭を執った。また、他の宣教師たち、ジェームス・ハミルトン・バラやディビッド・タムソンも教壇に立ち、特にタムソンは、英語で算術・数学を教授した。その後、ブラウンが出張で不在となったことを契機に、ヘボン自身も授業を担当するようになり、英語で地理を教えるなどした。さらに、ヘボンの夫人で、米国で教師経験のあったクララ・リート・ヘボンも教壇に立った。
1866年（慶応2年）、外国人居留地に大きな損害を与えた「豚屋火事」と称される火災で、英学所は焼失してしまう。火災後の英学所の存否については、諸説があり、そのまま失われたとも、名称を変えて移転したともいわれ、廃止された時期は定かではない。

## 出身者
英学所は、その設立の経緯から、生徒の多くは、運上所をはじめとする幕府の役人たちであった。1864年（元治元年）に3クラス25人だった生徒数は、1865年（慶応元年）には5クラス40人になった。
英学所のおもな出身者には、大鳥圭介、古屋作左衛門、高松凌雲、鈴木貫一、粟津高明、沼間守一、安藤太郎、益田孝、三宅秀、星亨、矢田部良吉らがいる。